# Primers auxilis

Símbol ISO de primers auxilis.

Els primers auxilis són les tècniques i procediments de caràcter immediat, limitat, temporal, no professional que rep una persona, víctima d'un accident o malaltia sobtada. El seu caràcter immediat radica en la seua potencialitat de ser la primera assistència que aquesta víctima rebrà en una situació d'emergència. Limitat perquè de totes les tècniques, procediments i concepcions que existeixen en la Medicina d'emergències i desastres, solament utilitza una menuda part d'aquestes, per açò el socorrista mai ha de pretendre reemplaçar al personal mèdic. La seua temporalitat és marcada per la interrupció de les tècniques i procediments davant l'arribada de personal millor qualificat (professionals de la salut). El seu caràcter de no professional ens indica que els coneixements dels primers auxilis han de ser universals, és a dir ser difosos a tots els habitants del territori sense restriccions.

## Comprovació dels signes vitals
Es denominen signes vitals aquells factors que ens donen mostres de vida en un ésser humà, aquests són: pols, respiració, temperatura, tensió arterial, reflex pupilar.
Pols:Contracció i expansió que produeix la sang al passar per les artèries indicant així la freqüència cardíaca; xiquets 140 pul./min. adults 70-80 pul./min. ancians 60-0 pul./min.
Temperatura: És el major o menor grau de calor en un ésser viu, la seva escala normal és de: nens 36.5º i adults 37.5º.
Respiració: És l'acte d'inhalar i expulsar aire per mitjà del sistema respiratori; nens 20-30 resp./min adults 16-20 resp./min. ancians 14-16 resp./min.
Tensió arterial: És la pressió que exerceix la sang sobre les parets de les artèries, s'ha de tenir en compte el diàmetre de les artèries, el volum saguini i la resistència vascular perifèrica.
Reflex pupilar: Per mitjà del reflex de llum es dilata o contrau la pupil·la.

## Tipus de lesions

### Hemorràgies
És l'eixida de sang en escassa o abundant quantitat per la ruptura d'un vas sanguini segons el qual pot ser hemorràgia capil·lar o superficial.
- Arterial: La sang és de color roig brillant viu, la seua eixida és intermitent coincidint amb cada pulsació.

- Venosa: La sang és de color roig fosc i la seua eixida és contínua.

- Interna: Quan la sang no flueix cap a l'exterior, es localitza sota la pell.

- Externa: quan la sang flueix a l'exterior de la pell.

### Fractures
És la ruptura total o parcial d'un os generalment causada per un colp fort, o per contracció violenta d'un múscul.
- Tancada: És aquella que la pell i teixits que cobreixen l'os fracturat no han estat lesionades per aquest.

- Oberta: És aquella quan la punta de l'os trencat ha perforat la part blana dels músculs, nervis, tendons i pell i surt a l'exterior.

- Múltiple: És aquella que l'os es trenca en diverses fraccions.

### Cremades
Una cremada és una lesió en els teixits del cos causada per la calor, substàncies químiques, electricitat, el sol o radiació.
- Primer grau (superficials): Les cremades de primer grau afecten únicament l'epidermis, o capa externa de la pell. El lloc de la cremada és vermell, dolorós, sec i sense butllofes. Les cremades lleus del sol són un exemple. És rar el mal de llarg termini al teixit i generalment consisteix d'un augment o disminució del color de la pell.
- Segon grau (gruix parcial): Les cremades de segon grau involucren l'epidermis i part de la capa de la dermis de la pell. El lloc de la cremada es veu vermell, amb butllofes i pot estar inflamat i ser dolorós.
- Tercer grau (gruix total): Les cremades de tercer grau destrueixen l'epidermis i dermis i poden danyar el teixit subcutani. La cremada pot veure's blanca o carbonitzada. La zona afectada perd sensibilitat.
- Quart grau: Les cremades de quart grau també danyen els ossos, els músculs i els tendons subjacents. No hi ha sensació en la zona, ja que les terminals nervioses han estat destruïdes.[2]

### Altres
Asfixia per aliments: és aquella que succeeix quan una persona no arriba a engolir una partícula massa gran d'aliment, i es bloqueja a la seua tràquea sense poder respirar, la solució a això és coneguda com la maniobra de Heimlich.

## Procediment
En tot accident cal tenir en compte les lesions que s'han produït per consegüent immediata de l'accident; el dany que aquestes produeixen si no són tractades; el perill de nous danys.